# Хогарт, Кевин
Ке́вин Джон Хо́гарт (англ. Kevin John Hogarth; 10 февраля 1934, Виктория) — австралийский боксёр первой средней весовой категории, выступал за сборную Австралии в середине 1950-х годов. Бронзовый призёр летних Олимпийских игр в Мельбурне, чемпион Игр юго-восточной Азии, чемпион национального первенства, участник многих международных турниров и матчевых встреч.

## Биография
Кевин Хогарт родился 10 февраля 1934 года в сельском поселении Милдьюра, штат Виктория. Активно заниматься боксом начал в раннем детстве по наставлению отца, проходил подготовку в одном из местных боксёрских клубов. Благодаря череде удачных выступлений удостоился права защищать честь страны на летних Олимпийских играх 1956 года в Мельбурне — сумел дойти здесь до стадии полуфиналов, после чего решением судей проиграл ирландцу Фредерику Тидту.
Получив бронзовую олимпийскую медаль, Хогарт ещё в течение некоторого времени продолжал выходить на ринг в составе национальной сборной, принимая участие во всех крупнейших международных турнирах. Например, в 1957 году он стал чемпионом Австралии в среднем весе и выиграл Игры юго-восточной Азии. В следующем сезоне побывал на Играх Британской империи и Содружества наций в Кардиффе, где дошёл до четвертьфинала, проиграв по очкам англичанину Стюарту Пирсону. В отличие от большинства соотечественников, завершив карьеру любителя, Кевин Хогарт не стал переходить в профессиональный бокс.